# Majadita
Majadita o Cerro de la Majadita és una muntanya que s'eleva fins als 6.280 msnm. Té una prominència de 2.113 metres. Es troba a la província de San Juan, l'Argentina, a prop de la ciutat de Rodeo. Va ser un dels darrers cims de més de 6.000 metres dels Andes en ser escalat, ja que no va ser fins al desembre de 1996 quan John Biggar el va escalar per primera vegada.